# Like a Boss (The Lonely Island)
"Like A Boss" is het tiende nummer en de vierde single van het debuutalbum, Incredibad, van de Amerikaanse komische muziekgroep The Lonely Island. Het nummer is een parodie op de eerste officiële gelijknamige single van de rapper Slim Thug.

## Videoclip
Het nummer werd voor het eerst uitgezonden als sketch in het televisieprogramma Saturday Night Live op 4 april 2009. In de video neemt acteur Seth Rogen een interview af met een van de bandleden, Andy Samberg. Hem wordt gevraagd om een typische dag uit zijn leven als "de baas" te beschrijven. Hij doet dit door middel van het nummer, waarin hij een agressief stemgeluid hanteert. Na elke activiteit wordt de songtekst "like a boss" toegevoegd (bijvoorbeeld: "Approve memo's, like a boss" & "remember birthdays, like a boss"). Zijn typische dag bestaat uit voornamelijk abnormale dingen, waaronder het bellen van een sekslijn, zelfmoordpogingen, uit het raam springen, cocaïne kopen, autofellatio, het bombarderen van Rusland en neerstorten op de zon.